# Cathariostachys madagascariensis
Cathariostachys madagascariensis je stálezelená rostlina, jeden ze dvou druhů rodu Cathariostachys, je endemit Madagaskaru. Roste poblíž vodních toků v deštných pralesích na východě ostrova v nadmořské výšce až do 1500 m n. m.

## Popis
Vytrvalá rostlina s jedním přímým, dřevnatějícím, dutým stéblem vyplněným dření. V horní části se stromovitě větví, ale hlavní stéblo zůstává dominantní, dorůstá do výšky 10 až 15 m (ojediněle až 20 m) a mívá v průměru 5 až 8 cm (výjimečně až 12 cm). Jejich vytrvalé, vztyčené vejčité nebo trojúhelníkovité pochvy bývají 15 až 20 cm dlouhé a z poloviny široké.
Z kolének stébel vyrůstají tenké, až 1 m dlouhé větévky nesoucí až 50 listů. Listová pochva bývá vejčitá či trojúhelníkovitá, 7 až 18 cm dlouhá a 25 až 60 mm široká a zašpičatělá, má krátká ouška i téměř průhledný jazýček. Střídavě rostoucí listové čepele s krátkým řapíkem jsou kopinaté, obvykle lysé a 10 až 25 cm dlouhé a 15 až 40 mm široké.
Květenství vyrůstající z kolének stébel jsou kulovitá a hodně větvená. Bývají 2,5 až 4 cm velká a skládají se z bočně stlačených klásků 20 mm dlouhých. Mají až 5 plev ale jen jediný plodný kvítek bez okvětí se šesti tyčinkami a dlouhou čnělkou se třemi bliznami. Kopinatá žilnatá plucha je 12 mm dlouhá. Plody jsou tenkostěnné válcovité obilky s přilnavým oplodím.
Rostlina se na stanovišti rozrůstá až metr dlouhými plazivými oddenky, takže jednotlivé lodyhy nevyrůstají nahloučeny v trsech, ale každá roste samostatně a vytvářejí tak dojem mladého listnatého lesa.

## Význam
Cathariostachys madagascariensis je místními obyvateli používán jako potrubí pro závlahové systémy nebo se z něj vyrábějí různé píšťaly. Jeho části jsou také zaplétány pro zvýšení pevnosti do rohoží a dřevnaté lodyhy jsou používány jako stavební dřevo pro stavbu tradičních domů. Slouží také jako palivo.
Tento druh má zásadní význam pro přežití tzv. bambusových lemurů, ohrožených poloopic pro které jsou listy a dřeň tohoto druhu bambusu základní potravou. Jedná se hlavně o druhy lemur šedý, lemur zlatý a lemur širokonosý.